# Нана Йоселиани
Нана Йоселиани (на грузински: ნანა იოსელიანი) е грузинска шахматистка, гросмайстор при жените и на два пъти претендентка за световната титла при жените. Неактивна състезателка от 2003 г.

## Кариера
През 1978 и 1979 г. става европейска шампионка за девойки. През 1981 и 1982 г. печели първенството по шахмат на СССР за жени. През 1979 г. постига първия си успех в борбата за световната титла, след като печели междузоналния турнир в Рио де Жанейро. През 1980 г. достига до полуфинален мач срещу Нона Гаприндашвили в турнира на претендентките и се класира за последния двубой. На следващата година в Тбилиси Йоселиани губи финалния мач от сънародничката си Нана Александрия с 2,5:6,5 т. През 1985 г. участва на междузоналния турнир в Хавана, където завършва на 3–5 м и не се класира за турнира на претендентките в Малмьо. Това ѝ се удава през 1987 г., когато печели междузоналния турнир в Тузла. През 1988 г. в Тел Авив играе мач за световната титла с Мая Чибурданидзе, загубен от Йоселиани със 7,5:8,5 т.
В периода 1980-2002 г. участва на осем шахматни олимпиади (на две с отбора на Съветския съюз, а на останалите в състава на Грузия), в които спечелва общо 14 медала – 7 златни (в това число 5 отборни и 2 индивидуални), 4 сребърни и 3 бронзови.
Най-високия си ЕЛО рейтинг от 2520 пункта постига през юли 1997 г., когато заема 4-5 м. с Пиа Крамлинг в световната ранглиста на ФИДЕ, зад сестрите Юдит и Жужа Полгар и Мая Чибурданидзе.